# Peter Machajdík

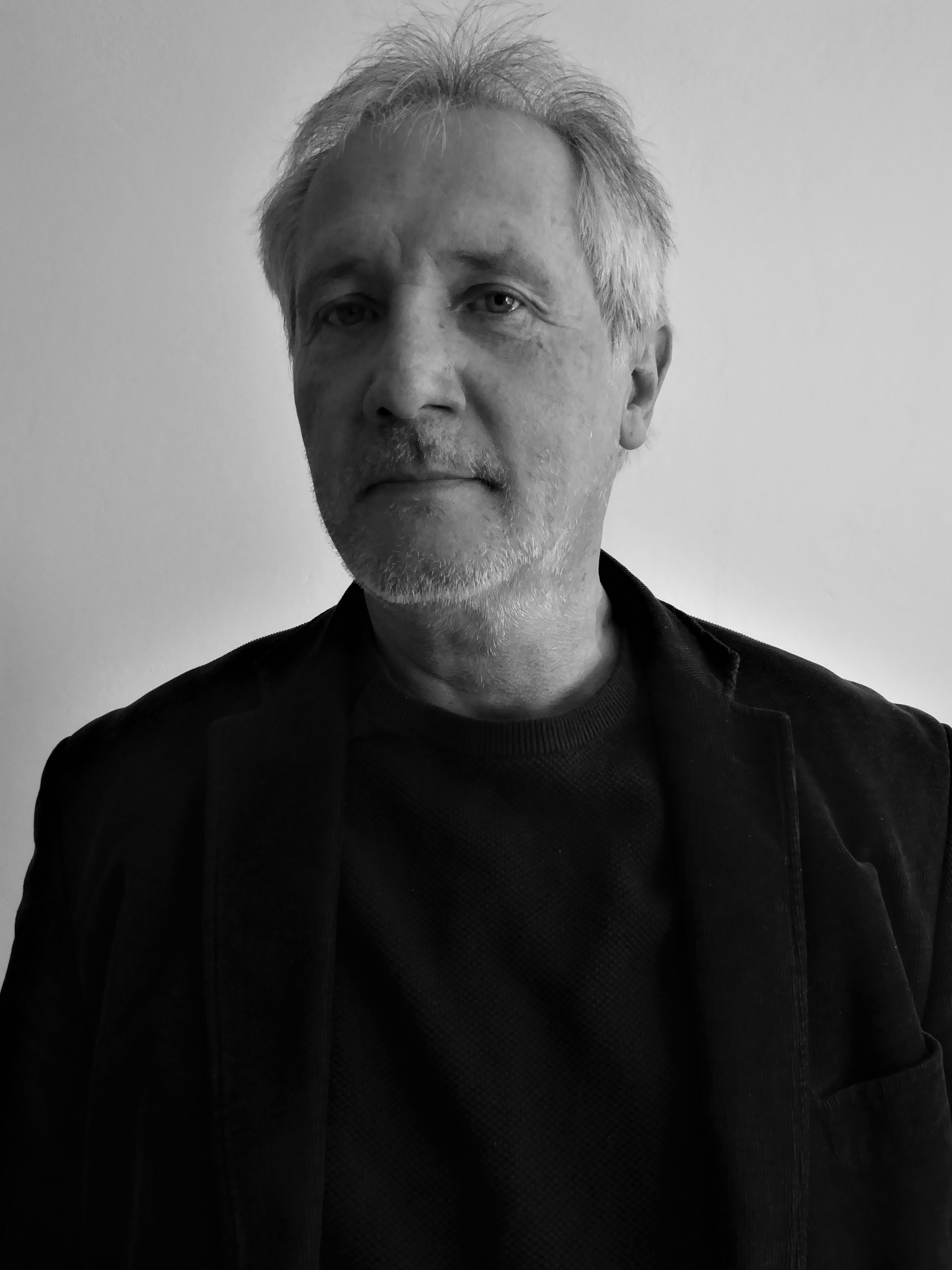
Peter Machajdík

Peter Machajdík (* 1. Juni 1961 in Bratislava) ist ein Komponist. Er entstammt einer deutschsprachigen Familie und lebt zumeist in Berlin, wohin er 1992 auf Einladung des Berliner Künstlerprogramms des DAAD gezogen war.
In den 90ern trat er mit Musikern wie David Moss, Dietmar Diesner, Heiner Goebbels, Jon Rose u. v. a. auf.
Seine Kammer- und Orchesterwerke wurden von Ensembles und Orchestern wie der Nordwestdeutschen Philharmonie, der Camerata Europaea, dem ARTE Quartett, der Staatlichen Slowakischen Philharmonie Košice u. v. a. aufgeführt.

## Leben
Peter Machajdik studierte von 1980 bis 1987 an der Wirtschaftshochschule zu Bratislava und ist seit 1992 als freischaffender Komponist tätig (zeitgenössische, vorwiegend tonale Musik, Film- und Theatermusik). 1989 war er Preisträger des Internationalen Luigi-Russolo-Kompositionswettbewerbes für elektro-akustische Musik in Varese, 1992 war er Stipendiat des Berliner Künstlerprogramms des DAAD. 2006 wurde seine Komposition „Dem Regenbogen wieder so nah“ mit dem slowakischen Jan-Levoslav-Bella-Preis ausgezeichnet. Er war Stipendiat der Stiftung Kulturfonds Berlin im Schloss Wiepersdorf sowie des Landes Niedersachsen in den Künstlerhäusern Worpswede.
- 2004 Artist in Residence, Künstlerhaus Lukas[4] in Ahrenshoop
- 2011 Artist in Residence in Prag (Visegrad Fund Scholarship)
- 2013 Artist in Residence in Judenburg,[5] (Österreich)

Seit 2015 ist Machajdik Gastprofessor an der Fakultät für Kunst der Technischen Universität in Košice. Machajdíks Kompositionen wurden auf internationalen Musikfestivals u. a. in Rom, Wien, Mailand, Berlin, Calgary, Prag, Amsterdam, Lugano, Bratislava oder Krakau aufgeführt. Er veröffentlichte mehrere CDs mit seinen Werken.

## Uraufführungen (Auswahl)
- 1994 – Intime Musik[6] im Rahmen von Inventionen an der Akademie der Künste in Berlin
- 1997 – Wrieskalotkipaoxq für Saxofonquartett (1996), ARTE Quartett am 28. September 1997, Fra angeli e vampiri Festival, Lugano, Schweiz
- 2001 – Kirin für Oboe, Piet van Bockstal am 18. Februar 2001, Stichting Nadine, Brüssel
- 2002 – Namah[7] für Streichorchester beim Festival Neuer Musik in Bratislava
- 2003 – Flowing into the Unknown für Oboe, Violine und Klavier in Garth Newel Music Center, Virginia, USA
- 2004 – Das Vergessene Wiedergefunden für Orchester im Rahmen von young.euro.classic im Konzerthaus Berlin
- 2006 – Das Sinnliche geheim gehalten für Klarinette, Violine, Violoncello, Vibrafon und Klavier in der Deutschen Oper Berlin
- 2008 – Solstice für Violoncello und Harfe im Slowakischen Rundfunk Bratislava
- 2009 – Concerto für 2 Bajane und Orchester[8], gewidmet allen, die dabei halfen, im Jahr 1989 den „Eisernen Vorhang“ und die kommunistischen Regime in Europa zu entfernen. Ignacy Jan Paderewski Pommersche Filharmonie im polnischen Bydgoszcz
- 2009 – On The Seven Colors Of Light für Orgel im Adolphus Busch Hall, Cambridge, MA
- 2010 – Sonata Rosenberg für Violine und Klavier beim Festival Forfest Czech Republic, Kremsie
- 2012 – Kyrie für Chor, Kirche Volda
- 2012 – Wie der Wind in den Dünen (Ako vietor v dunách)[9] für Streichorchester, Slowakische Philharmonie Bratislava
- 2012 – Bilder einer wandelnden Sinnlichkeit für Violine und Klavier beim Festival Forfest Czech Republic, Kremsie
- 2012 – Visible Pintimms für Harfe und Elektronik, LakeComo Festiva Como
- 2012 – The Immanent Lines in Blue Deep für Orchester, La Fabrika Prag
- 2013 – Karma for JB für Violine, Akkordeon und Tonband, ISCM World Music Days Košice
- 2013 – A Word About für Harfe und Orchester im Millî Reasürans Auditorium, Istanbul
- 2013 – Munk für Viola und Klavier in der Ľudovít Fulla Galerie, Ružomberok
- 2013 – On a Misty Horizon für Saxofon und Orgel in der St. Wolfgang-Kirche, Rottenacker
- 2014 – Spomaleniny für Violine und Klavier beim Festival Forfest Czech Republic, Kremsie
- 2015 – Danube Afterpoint für zwei Flöten, zwei Klarinetten, zwei Klaviere und Streichquartett im Rahmen von Radio_Head Awards Festival, Bratislava
- 2015 – Portus pacis[10] für Orgel, Jesuitenkirche, Ružomberok
- 2015 – Effugium für Akkordeon und Audio-Playback, LakeComo Festival, Como[11]
- 2015 – Seas and Deserts für Streichquartett und Audio-Playback, Melos Ethos Festival,[12] Bratislava
- 2016 – Abandoned Gates (Opustené brány) für Klavierquintett, Slowakischer Rundfunk,[13] Bratislava
- 2016 – Ich war in dir für Sopran und Violoncello, Ashmolean Museum,[14] Oxford
- 2016 – Behind the Waves[15] für Bratsche und Streichorchester, SKC, Belgrad
- 2017 – Mit den Augen eines Falken für Mandoline und Gitarre, Duo Ahlert & Schwab, Herz Jesu Kirche, Bochum
- 2017 – Folium für Klavier und Orgel, Festival Contrasts, Lemberg, Melaniya Makarevych (Klavier) & Olena Matseliukh (Orgel)
- 2018 – 1-9-1-8 für Violine und Klavier, Tschechische Botschaft Budapest, Zuzana Berešová (Klavier) & Pavel Burdych (Violine)
- 2018 – Signes de la mémoire für Klarinette, Violine, Violoncello und Klavier, Neue Synagoge, Žilina
- 2019 – Gegen-Stand[16] für Akkordeon und Orchester, Konzerthaus Detmold, Nordwestdeutsche Philharmonie unter Florian Ludwig
- 2021 – Passing Through Nothing[17] für Streichquartett, Musikfestival Sopot, 6. Juni 2021
- 2021 – Lavender Fields[18] für Flöte, Viola und Harfe, Staatstheater Cottbus, 29. April 2023, Dagmar Klauck (fl), Elena Simonett (vla), Antje Gräupner (hf)
- 2023 – Ave verum[19] für Sopran, Violine und Orgel, Organ Plus Festival in Ružomberok, 25. Juni 2023, Miriam Žiarna, Sopran, Rastislav Adamko, Violine, Zuzana Zahradníková, Orgel
- 2023 – Mothers[20] für Viola und Streichorchester, Meta World Contemporary Art Festival in Belgrad, 13. Dezember 2023, Saša Mirković (vla), Ensemble Metamorphosis
- 2024 – Navonok[21] für Gitarre, Festival Forum für Neue Musik in Oberstdorf, 16. März 2024, Andrea Monarda (Gitarre)
- 2024 – Ave verum[22] für Sopran, Violine und Klavier, Filharmonia Częstochowska, in Częstochowa, 20. März 2024, Miriam Žiarna, Sopran, Rastislav Adamko, Violine, Zuzana Zahradníková, Klavier

## Theatermusik
- Escaped Alone [Musik zu Caryl Churchills Drama Escaped Alone unter der Leitung von Eduard Kudláč für das Slowakische Nationaltheater in Bratislava][23] (2021)
- Niekto príde" (Nokon kjem til å komme) [Musik zu Jon Fosses Theaterstück Nokon kjem til å komme unter der Leitung von Eduard Kudláč für das Žilina Stadttheater][24] (2021)
- Bezzubatá [Musik zu Miklos Forgacss Theaterstück Bezzubatá unter der Leitung von Eduard Kudláč für das Žilina Stadttheater][25] (2019)

## Diskografie (Auswahl)
- 1995: The ReR Quarterly. Volume 4 No 1.[26]
- 2008: Namah, musica slovaca, Katalog-Nr. SF 00542131[27]
- 2009: Nell'autunno del suo abbraccio insonne, auf: Minimal Harp (Floraleda Sacchi), DECCA / Universal 476 317[28]
- 2011: Inside the Tree (für Cello, Harfe und Elektronik), Amadeus Arte, Katalog-Nr. AA11003[29]
- 2012: Sonate Rosenberg für Violine und Klavier, Czechoslowak Chamber Duo, Tschechischer Rundfunk, Katalog Nr. CR 0591-2
- 2012: The Immanent Velvet, Azyl Records R266-0024-2-331[30]
- 2015: Elektrická gitara (Elektrische Gitarre), Machajdíks LET für E-Gitarre sowie Werke von Luciano Berio, Daniel Matej, Boško Milaković, Juraj Vajó, Pavol Bizoň und Ivan Buffa, Hevhetia Records HV 0070-2-331[31]
- 2018: Friends in Common Time[32] (Werke von Peter Machajdík, Tor Brevik, Francis Kayali, Adrienne Albert, Peter Kutt, Andre Caplet, Kevin W. Walker, Alexander Timofeev) Catalogue No. © Copyright – Rebecca Jeffreys (700261465210)
- 2018: Birds[33] (Cembalomusik von Peter Machajdík, François Couperin, Jean-Philippe Rameau, William Byrd, Olli Mustonen), Elina Mustonen – Cembalo  © Fuga 9447,  EAN: 6419369094478
- 2019: Bowen – Reger – Machajdík – Brahms[34] (Ivan Palovič – Viola / Jordana Palovičová – Klavier). Werke von Peter Machajdík, Johannes Brahms, Max Reger und York Bowen, Pavlík Records
- 2022: Machajdik - Runchak - Stivrina - Zych - Versluis • Accosphere New Accordion Chamber Music • Palus, Budziňáková[35] (Duo Accosphere, Airis String Quartet). Werke von Peter Machajdík, Grzegorz Majka, Volodymyr Runchak, Renate Stivrina, Tyler Versluis und Wojciech Ziemowit Zych © DUX Records
- 2022: Current Vibes[36] (Proxima Piano Trio). Klaviertrios von Peter Machajdík, Peter Groll, Matej Sloboda und Konštantin Ilievsky © UBU Collection 2022